# Sándor Károly Labdarúgó Akadémia

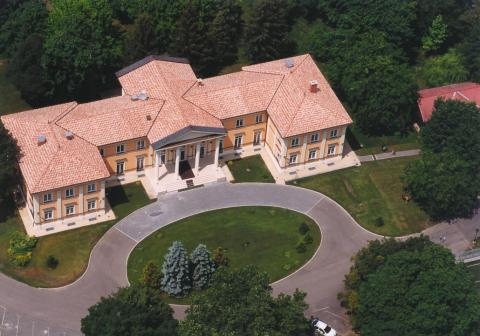
Az akadémia székhelye 2001 és 2019 között

A Sándor Károly Labdarúgó Akadémia az MTK Budapest FC akadémiája. Nevét Sándor Károly Csikarról kapta.

## Fekvése

### 2001 és 2019 között
A Sándor Károly Labdarúgó Akadémia a Velencei-tó mellett, Agárdon működött. Főépülete egy 3000 m² alapterületű, klasszicista stílusban épült kastély, a Nádasdy-kastély volt. Edzőközpontja 35000 m²-en terült el. A létesítmény egy 46000 m²-es, különleges szépségű ősparkban működött. A parkban műfüves edzőpálya, műfüves talajú rúgófal és lábtenisz pálya, valamint füves edzésterület is segítette a fiatalok fejlődését. Az edzőkomplexumban két nemzetközi szabványnak megfelelő méretű füves, valamint egy legújabb generációs, villanyvilágítással felszerelt műfüves edzőpályája állt a játékosok rendelkezésére. A csapatokat hat nagyméretű öltöző várta.

### 2019 óta
Az agárdi kastély 2019 nyaráig szolgált az akadémia otthonául, majd átköltöztették Budapestre. A költözés célja az volt, hogy az akadémiát még közelebb hozzák a felnőtt csapathoz, emiatt készültek el az Új Hidegkuti Nándor Stadion szomszédságában épülő budapesti akadémia tervei is.
Az építkezés ideje alatt az akadémiai korosztályok az MTK utánpótlásközpontjában, a Lantos Mihály Sportcentrumban készülnek. A Sportközpontban három füves pálya áll az akadémia rendelkezésére, néhány hónapon belül pedig elkészül az új műfüves pálya, ahol a téli időszakban készülhetnek a játékosok. A sportközpont számos kiszolgáló helyisége - néhány öltöző, edzői szoba, konditerem, egészségügyi szoba - is megújult. A kollégiumi ellátást a Váci Mihály Kollégiumban biztosítják. A játékosok oktatását több különböző iskolában oldják meg, így biztosítva a különböző tanulmányi előmenetelű játékosok differenciált, a képzéssel összehangolt oktatását.

## Sándor Károly szobra
Sándor Károly szobrát Agárdon 2015. szeptemberében avatták fel. A szobor 2016-ban átkerült a felújított Hidegkuti Nándor Stadion elé.

## Története
Az akadémiát Várszegi Gábor alapította. Ez akkoriban érthetetlen újítás volt, de pár évvel később több másik magyar csapat is megkezdte az akadémiája működtetését. Várszegi az alapítás előtt végigjárta a világ 25 legjelentősebb akadémiáját, mindenhol alaposan áttanulmányozta az intézmények szervezetét, működését, és ebből próbálta kihozni a legtöbbet. Az akadémia megalapításától fogva a képzést helyezte az MTK-modell középpontjába, és folyamatosan látogatta az edzéseket, mérkőzéseket, ismert minden játékost.
Az agárdi 18 év alatt több mint 100 élvonalbeli játékos került ki onnan, aminek köszönhetően elárasztották az NBI-et az ott nevelkedő labdarúgók. Éveken át nagyítóval kellett keresni azt az NBI-es csapatot, amelynek összeállításában nem szerepelt MTK-nevelésű játékos. A 100 játékosból több mint 20-an bemutatkozhattak a felnőtt válogatottban.
A fiatalok felnőttcsapatba való beépítésére épülő rendszer 2008-ban ért csúcsra, amikor a felnőtt együttes úgy nyert NB I-es bajnoki címet, hogy keretében csak elvétve volt olyan játékos, aki ne a Sándor Károly Labdarúgó Akadémián nevelkedett volna.
Egy 2017-es adat szerint az MTK labdarúgó-akadémiája akkor 49 játékost adott Európa 31 legfontosabb bajnokságába, ezzel az előkelő ötödik helyen állt Európa legelismertebb műhelyei közt. A 2020-as rangsor szerint 29 olyan játékos szerepel Európa 31 legmagasabban jegyzett bajnokságában, akik 15 és 21 éves koruk között legalább 3 évet a Sándor Károly Akadémián töltöttek.

## Kapcsolatok klubokkal

### Külföldi csapatok
- Liverpool FC :[9] 2007–

### Hazai csapatok
- Gödöllői SK[10]
- ASI DSE:[10] 2020–
- Goldball ’94: [10] 2020–
- KISE: [10] 2020–
- III. Kerületi TVE: [10] 2020–
- Vác FC: [10] 2020–

## Neves játékosai
- Adorján Krisztián
- Baki Ákos
- Bese Barnabás
- Bori Gábor
- Busai Attila
- Csiki Norbert
- Demjén Patrik
- Deutsch Bence
- Eppel Márton
- Filkor Attila
- Fülöp Márton
- Gaál Bálint
- Gera Dániel
- Gosztonyi András
- Gulácsi Péter
- Hajdú Ádám
- Hangya Szilveszter
- Holman Dávid
- Jova Levente
- Kálnoki Kis Dávid
- Kanta József
- Korozmán Kevin
- Lencse László
- Németh Krisztián
- Nikházi Márk
- Pátkai Máté
- Pávkovics Bence
- Pintér Ádám
- Polgár Kristóf
- Pölöskei Zsolt
- Poór Patrik
- Présinger Ádám
- Simon Ádám
- Simon András
- Simon Attila
- Szekeres Adrián
- Szoboszlai Dominik
- Talabér Attila
- Tischler Patrik
- Torvund Alexander
- Varga Roland
- Vass Patrik
- Vogyicska Bálint